# Masque anti-mouches

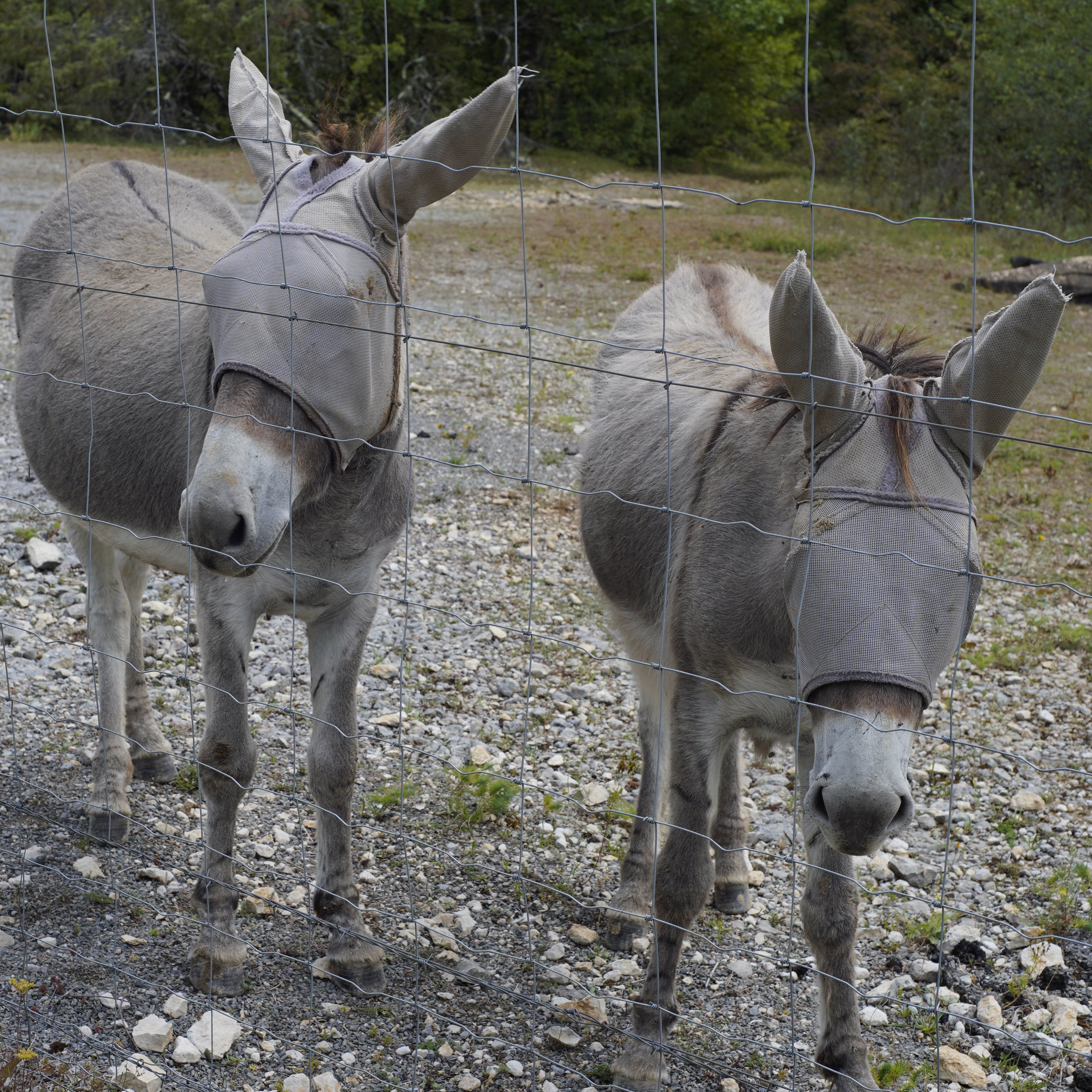
ânes portant un bonnet anti-mouches (France)

Un masque anti-mouches ou bonnet anti-mouches est un objet utilisé pour protéger la tête des animaux domestiques des insectes volants. Il est surtout employé pour les chevaux mis au pré pendant l'été. Certains modèles recouvrent les oreilles, d'autres les laissent libres.

## Histoire
En France, le bonnet anti-mouches commence à se diffuser durant les années 1980. D'après la sociologue française Catherine Tourre-Malen, ses premiers utilisateurs sont des femmes soucieuses du confort de leurs chevaux, suscitant dans un premier temps les moqueries des cavaliers de compétition. Néanmoins, ce bonnet est ensuite largement adopté dans les milieux de la haute compétition, et forme désormais un équipement équestre très courant.

## Analyse sociologique
D'après Tourre-Malen, la diffusion du bonnet anti-mouches constitue un exemple de diffusion de produit ayant vocation, tout à la fois, d'améliorer le confort du cheval et de rendre son utilisation plus aisée, dans la mesure où son objectif est de protéger le cheval des insectes, et a pour conséquence de réduire ses mouvements de tête visant à se débarrasser des mouches.